# Joaquim Borges de Melo
Joaquim Borges de Melo foi um político brasileiro, ex-prefeito e vereador do município de Alvarenga, no interior do estado de Minas Gerais.
Foi eleito vereador em três pleitos consecutivos; em 1963, nas primeiras eleições realizadas no município, em 1967 e em 1971. Em 1973, foi eleito prefeito, tendo Jeremias José de Souza como vice-prefeito e permanecendo no cargo até 1977. Em 1983, tornou-se o primeiro prefeito de Alvarenga a se eleger em mais de um mandato, permanecendo no poder Executivo até 1988 e tendo José Sátiro de Souza  como vice.
Dentre outros feitos, destacou-se em seus mandatos a construção da Quadra Poliesportiva Pedro Marcelino de Souza, que foi inaugurada em 25 de setembro de 1983 e tem capacidade para cerca de 700 pessoas, sendo o principal espaço esportivo da cidade e palco de eventos esportivos e festividades.